# じん弘
じん弘（ - ひろし、1928年5月15日 - 2008年10月18日）は日本の俳優。青森県出身。
中央大学法学部中退後、田崎潤に弟子入りし芸能界デビュー。デビュー直後は萩本欽一らと下宿生活を共にしたこともある。浅草ロック座を中心に舞台俳優をしていた。舞台で一緒に仕事をしていた女優と結婚。
1963年2月、北海道太、九々八十一と「じん弘とスリーポインツ」を結成し、浅草松竹演芸場を中心に出演。細い棒の先にピンポン玉を付けて卓球のコント芝居をしていた。のちに、国民的映画「男はつらいよ」シリーズに4本出演した。薬師丸ひろ子主演の「ダウンタウンヒーローズ」にも、ちょい役ながら出演。他、主な映画出演は「キネマの天地」等。

## 出演

### テレビドラマ
- 荒野の用心棒 第34話「山峡の黄金に女豹が走って…」（1973年、NET / 三船プロ） - 宿役人